# Harry Maguire
Harry Maguire   (Sheffield, 5 de març de 1993) és un futbolista anglès. Juga de defensa i és capità del Manchester United FC de la Premier League. És internacional amb la selecció d'Anglaterra.

## Trajectòria
Format a les categories inferiors del Sheffield United, va debutar amb el primer equip el 2011. Amb el club de Sheffield va jugar tres temporades a la League One, jugant un total de 134 partits i marcant 9 gols. El 2014 va fitxar pel Hull City de la Premier League, equip amb el qual va disputar 54 partits i va marcar 2 gols. El 2015 va ser cedit al Wigan Athletic de la EFL Championship. El 2017 va fitxar pel Leicester City de la Premier League, i el 2019 pel Manchester United FC.
Maguire ha estat internacional amb la selecció d'Anglaterra. Va ser un dels integrants de la selecció que va disputar la Copa del Món de 2018 i l'Eurocopa de 2020.

### Carrera de club
Sheffield United
Maguire va néixer a Sheffield, al sud de Yorkshire. Després de passar pel equip juvenil al Sheffield United, i amb l'equip que va lluitar contra el descens, va ser promogut a la primera plantilla, debutant després de passar com a substitut de la mitja part i guanyant el premi a l'home del partit  a casa contra el Cardiff City a l'abril de 2011. Va fer quatre aparicions més en aquesta temporada, però no va poder impedir que el club entrés a primera divisió.
Després d'haver consolidat el seu lloc en el primer equip, Maguire va aconseguir el seu primer gol per als Blades en una victòria de 2 a 0 en Oldham Athletic en la primera jornada de la temporada 2011-2012 de la Lliga One. Després d'haver estat present des del començament de la temporada, Maguire va rebre un acord ampliat a l'octubre per mantenir-lo a Bramall Lane fins al 2015. Va continuar en gran forma, ja que les fulles van sortir a la promoció de la League One i van ser premiades al final de la temporada quan va ser nomenat com a "Jugador de l'any" i "Jove jugador de l'any" pel club. La revista Match of the Day de la BBC va seleccionar Maguire a la seva Lliga Un equip de l'any per al 2011-12.
Maguire va entrar a la següent temporada com a primera opció al centre de defensa i la seva bona forma va continuar quan va obtenir una victòria en un empat a la Copa de la Lliga de Futbol en una victòria de 4 a 1 sobre el Comtat de Notts a Meadow Lane el 17 d'octubre de 2012. [9] A finals de febrer de 2013, Maguire havia fet el seu 100è partir per als Blades en un empat 0-0 contra el Leyton Orient a Bramall Lane amb només 19 anys.
El 21 de juny de 2014 es va revelar que el United havia ofert a Maguire un contracte millorat enmig d'interès de Hull City i Wolverhampton Wanderers en la signatura de Maguire amb United ja rebutjant 1 milió de lliures esterlines i una oferta millorada de 1,5 milions de lliures per part de Wolves.
Hull City
El 29 de juliol de 2014, Maguire es va unir a Hull City en un acord per valor de 2,5 milions de lliures esterlines, signant un contracte de tres anys. Va fer el seu debut amb els Tigers el 21 d'agost en la fase de final de la UEFA Europa League i va acabar la primera volta amb Lokeren de Bèlgica, una derrota de 1-0. No va fer el seu debut en la Premier League fins al 20 de desembre, quan va substituir el ferit Curtis Davies per als últims 13 minuts d'una derrota a casa per la mateixa puntuació contra Swansea City.
Després de fer només sis aparicions en totes les competicions de Hull, Maguire es va unir al Wigan Athletic del campionat en un acord de préstec d'un mes el 10 de febrer de 2015. [15] Una setmana més tard, va debutar en un triomf de 0 a Reading. El 28 de febrer, va marcar un cop de cap de la creu de Jermaine Pennant en un triomf de 3-1 a Blackpool. Després d'haver jugat tants partits en el seu préstec mensual com ho havia fet a Hull en la primera meitat de la temporada, l'estada de Maguire al DW Stadium es va ampliar fins al final de la temporada.
Mentre Maguire estava cedit, en Hull havia estat relegat al campionat. El 28 de maig de 2016, van guanyar la promoció de nou amb una victòria final del playoff de 1 a 0 contra el Sheffield Wednesday al Wembley Stadium, amb ell substituint el golejador Mohamed Diamé en l'últim minut.
En el període 2016-17, el manager Mike Phelan va convertir Maguire en el primer equip regular. Maguire va marcar el seu primer gol pel Hull City en una victòria de la Copa EFL de 2-1 contra el Bristol City el 25 d'octubre de 2016. [21] Maguire va capitanejar a Hull City en la seva victòria a la Lliga contra el Middlesbrough el 5 d'abril de 2017 i va marcar el seu primer gol en la Premier League en la victòria per 4-2. En una temporada que finalitzar amb el descens, va ser votat el jugador de l'any del Hull City tant pels aficionats com pels jugadors.
Leicester City
El 15 de juny de 2017, Maguire va signar per al club de la Premier League Leicester City amb un contracte de cinc anys. Va debutar l'11 d'agost, ja que la temporada va començar amb una derrota de 4–3 a l'Arsenal, i vuit dies més tard va marcar el seu primer gol per als Foxes, dirigint-se a la cantonada de Riyad Mahrez per concloure una victòria de 2-0 sobre el Brighton. & Hove Albion al King Power Stadium. Va jugar a cada minut de la temporada 2017-18 i va ser nomenat com el jugador de la temporada, així com els jugadors de la temporada en els premis de final de temporada del club.
Manchester United
El 5 d'agost de 2019 el Manchester United FC va fer oficial el seu fitxatge per sis temporadas. El club anglès va pagar 88 milions d'euros pel seu traspàs, passant a ser el traspàs més car pagat mai per un defensa superant el de Virgil van Dijk de 2018. El 17 de gener de 2020 va ser nomenat oficialment el nou capità de l'equip per Ole Gunnar Solskjær després de la sortida d'Ashley Young a l'Inter de Milà.

## Palmarès
Manchester United FC
- 1 Copa anglesa: 2023-24
- 1 Copa de la lliga anglesa: 2022-23